# فنزويليون سوريون
الفنزويليون السوريون يقصد بهم المواطنون الفنزويليون من أصول سورية. يمثل السوريون أكبر تعداد للمهاجرين من أصول عربية في فنزويلا.

## تاريخ الهجرة
بدأت الهجرة السورية إلى فنزويلا في نهايات القرن التاسع عشر، عندما وصل آلاف السوريين المسيحيين واليهود هاربين من الانهيار الذي كان في السنوات الأخير من عمر الدولة العثمانية. ومنذ ذلك الحين، ترسخت حركة الناس بين سوريا وفنزويلا.
حدثت الهجرة السورية الضخمة إلى فنزويلا مع ازدهار النشاط البترولي فيها في خمسينات القرن العشرين. وصارت معظم المدن والقرى التي كانت خالية من السكان السوريين في الهجرات السابقة، والتي بدأت في أواخر ثمانينات القرن التاسع عشر، يقطنها حالياً أسرة سورية على الأقل. وانضم هؤلاء إلى ما يقارب 500,000 من المهاجرين السابقين ونسلهم، مما أدى إلى تقوية الثقافة العرية في امجتمع السوري الأقدم الذي انصهر كلياً تقريباً في المجتمع الجديد.

## الهجرة العكسية
عاد بعض الفنزويليون السوريون خلال السنوات الماضية إلى سوريا، ليستقروا بشكل رئيسي في حلب وطرطوس وجرمانا. وتبرز مدينة السويداء، التي تعرف أيضاً بفنزويلا الصغيرة، حيث تجمع شوارعها بين اللهجتين الفنزويلية والسورية، وتحضر اللغتان العربية والإسبانية على الملصقات والإعلانات، ويندمج المطبخان السوري والفنزويلي في المطاعم والمقاهي. أكثر من 200,000 شخص من السويداء يحمل الجنسية الفنزويلية، ومعظمهم من دروز سوريا الذين هاجروا إلى فنزويلا في القرن العشرين.

## الدين
معظم الفنزويلين السورين هم من الدروز، والرومان الكاثوليك والأرثوذكس، بينما يقطن عدد قليل من السوريين المسلمين واليهود في فنزويلا.
تعد فنزويلا موطناً لأكبر جالية درزية خارج الشرق الأوسط، حيث يقدر تعداد الجالية الدرزية بحوالي 60,000، معظمهم لبنانيون وسوريون.

## أشخاص ذوو ملحوظية
- طارق العيسمي، سياسي، تولى منصب نائب الرئيس الفنزويلي في الفترة من 4 يناير 2017 حتى 14 يونيو 2018.
- طارق صعب، سياسي ومحامٍ وشاعر.
- مريم حبش، عارضة أزياء، حصلت على لقب ملكة جمال فنزويلا لعام 2015.
- وليد مقلد، رجل أعمال، تورط في قضايا تهريب مخدرات.
- جيمس طحان، طباخ ومقدم برامج تلفزيونية ومؤلف.
- عادل الزبايار، سياسي، نائب برلماني سابق عن الحزب الاشتراكي الموحد